# Todd Kauffman
Todd Kauffman (Welland, 13 febbraio 1971) è un disegnatore canadese. È noto per aver ideato le serie de I Fantaeroi, Grojband e Looped - È sempre lunedì.

## Biografia
Dopo aver studiato allo Sheridan College, ha trascorso la maggior parte della sua carriera presso Nelvana. Nel 2003 fondò con Mark Thornton la Neptoon Studios. Ha diretto e progettato A tutto reality - L'isola e A tutto reality - Azione!, guadagnando nel 2008 il Gemini Awards come migliore serie animata. Kauffman è anche creatore e produttore esecutivo delle serie animate de I Fantaeroi, di Grojband e di Looped - È sempre lunedì.